# Aldeacipreste
Aldeacipreste is een gemeente in de Spaanse provincie Salamanca in de regio Castilië en León met een oppervlakte van 37,17 km². Aldeacipreste telt 121 inwoners (1 januari 2016).

## Demografische ontwikkeling
Bron: INE, 1857-2011: volkstellingen